# Pandemia de COVID-19 no Iêmen
Este artigo documenta os impactos da Pandemia de COVID-19 no Iêmen e pode não incluir todas as respostas e medidas mais recentes.

## Linha do Tempo

### Abril de 2020
O primeiro caso foi confirmado em 10 de abril, o paciente era um homem de 60 anos em Hadramaute, no sul. Ele permanece em condição estável. Desde então, as autoridades fecharam o porto onde o homem trabalhava e disseram a outros funcionários que se isolassem por duas semanas. As regiões vizinhas de Chabua e Mara selaram suas fronteiras com Hadramaute, onde recolherem um toque de 12 horas da noite foi imposto.
Em 23 de abril, o governador do Hadramoute, Faraj Salmin Al-Bahsni, disse em uma entrevista à televisão Al-Arabiya que o resultado do último exame realizado pela pessoa em 22 de abril após a recuperação foi negativo.
Em 29 de abril, o Iêmen registrou cinco novos casos de coronavírus, incluindo duas mortes, todas na cidade portuária de Adem, no sul do Iêmen.
Duas fontes familiarizadas com o assunto disseram à Reuters que houve pelo menos um caso confirmado em Saná, controlada por Houthi, mas o Ministério da Saúde do movimento negou isso e disse que todos os casos suspeitos tiveram resultado negativo para o COVID-19.

### Maio de 2020
Em 1 de maio, O Iêmen relatou seu primeiro caso na província de Taiz, no sudoeste.
Em 2 de maio, mais três casos foram confirmados, um na província de Taiz e dois na cidade de Adem. O novo caso em Taiz estava em contato com a primeira infecção da província do sudoeste.
Em 4 de maio, dois novos casos foram relatados em Hadramaute.
Em 5 de maio, o governo do sul registrou 9 novas infecções, oito em Adem, juntamente com uma nova morte e um caso em Hadhramaut. Os houthis relataram seu primeiro caso, um cidadão somali, encontrado morto em um hotel em Sanaa em 3 de maio.
Em 6 de maio, o Iêmen registrou seus três primeiros casos, incluindo uma morte na província de Lahij e outra infecção em Adem. O comitê de emergência de coronavírus do governo pró-saudita apoiado pela Arábia Saudita também disse que um paciente com COVID-19 diagnosticado anteriormente na província de Taiz havia morrido.

## Estatisticas
| Casos COVID-19 relatados nas províncias do Iêmen | Casos COVID-19 relatados nas províncias do Iêmen | Casos COVID-19 relatados nas províncias do Iêmen | Casos COVID-19 relatados nas províncias do Iêmen |
| Províncias                                       | Casos                                            | Recuperados                                      | Mortes                                           |
| Total                                            | 26                                               | 1                                                | 6                                                |
| ------------------------------------------------ | ------------------------------------------------ | ------------------------------------------------ | ------------------------------------------------ |
| 'Amran                                           | –                                                | 0                                                | 0                                                |
| Abyan                                            | –                                                | 0                                                | 0                                                |
| Ad Dali'                                         | -                                                | 0                                                | 0                                                |
| Adem                                             | 16                                               | 0                                                | 3                                                |
| Al Mahwit                                        | –                                                | 0                                                | 0                                                |
| Amanat Al Asimah                                 | 1                                                | 0                                                | 1                                                |
| Beida                                            | –                                                | 0                                                | 0                                                |
| Chabua                                           | –                                                | 0                                                | 0                                                |
| Dhamar                                           | –                                                | 0                                                | 0                                                |
| Hadramaute                                       | 4                                                | 1                                                | 0                                                |
| Hodeida                                          | –                                                | 0                                                | 0                                                |
| Haja                                             | –                                                | 0                                                | 0                                                |
| Ibb                                              | –                                                | 0                                                | 0                                                |
| Jaufe                                            | –                                                | 0                                                | 0                                                |
| Lahij                                            | 3                                                | 0                                                | 1                                                |
| Ma'rib                                           | –                                                | 0                                                | 0                                                |
| Mara                                             | –                                                | 0                                                | 0                                                |
| Raymah                                           | –                                                | 0                                                | 0                                                |
| Sa'dah                                           | –                                                | 0                                                | 0                                                |
| Saná                                             | –                                                | 0                                                | 0                                                |
| Socotra                                          | –                                                | 0                                                | 0                                                |
| Taiz                                             | 2                                                | 0                                                | 1                                                |

## Prevenção
Em resposta à crescente ameaça, os houthis declararam a suspensão dos voos internacionais em 15 de março. As autoridades iemenitas também se posicionaram para combater a ameaça do coronavírus.
A Agência dos Estados Unidos para o Desenvolvimento Internacional disse em 26 de março que suspenderia parcialmente suas operações nas áreas controladas por rebeldes de Houthi por causa das restrições impostas pelos rebeldes. Como resultado, a Oxfam America declarou que seria forçada a encerrar serviços críticos para a prevenção de coronavírus, incluindo promoção de higiene e atenção primária à saúde.
Depois de emergir das Nações Unidas para iniciar negociações de paz, Intervenção militar na guerra civil convocou um cessar-fogo unilateral a partir de 9 de abril ao meio-dia, para apoiar os esforços para impedir a propagação do vírus.
Depois que o segundo caso na província de Taiz foi anunciado, o governador de Taiz anunciou em 2 de maio que fecharia as fronteiras da província por duas semanas, com exceção de suprimentos de alimentos e outros bens essenciais, a fim de impedir a propagação do vírus.
Em 6 de maio, os Estados Unidos anunciaram que fornecerão US $225 milhões em ajuda de emergência ao Iêmen para apoiar Programa Alimentar Mundial, e instaram os Houthis a fazer mais para permitir que as operações de ajuda operem "de forma independente e neutra". O secretário de Estado dos EUA, Mike Pompeo, disse em entrevista coletiva que o financiamento que Washington está comprometendo irá para a operação alimentar de emergência do Programa Mundial de Alimentos da ONU no sul do Iêmen, bem como sua operação reduzida no norte do Iêmen.